# Euphthiracarus africanus
Euphthiracarus africanus är en kvalsterart som först beskrevs av Sandór Mahunka 1983.  Euphthiracarus africanus ingår i släktet Euphthiracarus och familjen Euphthiracaridae. Inga underarter finns listade i Catalogue of Life.